# Горицька династія
Горицька династія (нім. Görzer, Meinhardiner; словен. Grofje Goriški) — німецька династія епохи Середньовіччя, представники якої правили у Гориці (1075—1500), Тіролі (1253—1363), Каринтії та Крайні (1286—1335), а також у Богемії (1306, 1307—1310). Наприкінці XIII століття представникам Горицької династії вдалось об’єднати під своєю владою більшу частину території на південь від Австрії та Баварії, однак пізніше вони поступились домінуючими позиціями в регіоні австрійським Габсбургам. До кінця XV століття Горицька династія зберігала певний вплив у Фриулі й Каринтії, поки зі смертю останнього представника роду у 1500 році володіння графів Горицьких не були приєднані до Австрійської монархії.

## Походження

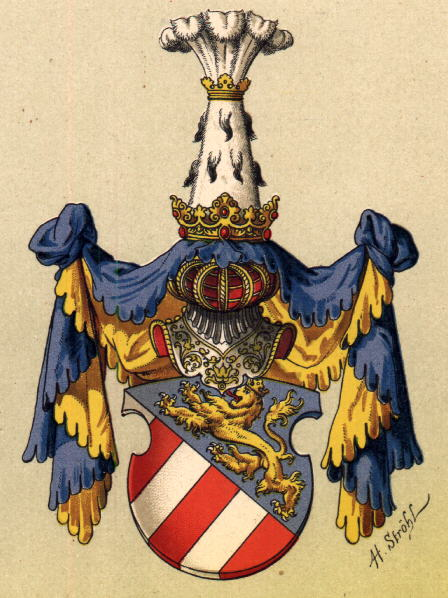
Герб графів Горицьких

Горицька династія веде своє походження від якогось Гартвіка, який в середині X століття був палатіном Каринтії — широкого герцогства, що простягалось від Австрії до Верони. Згідно з традицією цей Гартвік належав до родини Арібо, пфальцграфа баварського на початку X століття. В середині XI століття Енгельберт I, нащадок Гартвіка за материнською лінією, був графом в долині річки Пустер у південно-східному Тіролі. Він одружився з Хедвігою, дочкою Маркварта III, герцога Каринтії з династії Еппенштейнів. Судячи з усього, цей шлюб приніс Енгельберту I замок Герц (Гориця), що належав з початку XI століття Еппенштейнам. Син Енгельберта, Генріх I (помер 1102) переніс свою резиденцію з Лінцу до Гориці й став першим графом Горицьким.

## Розквіт династії

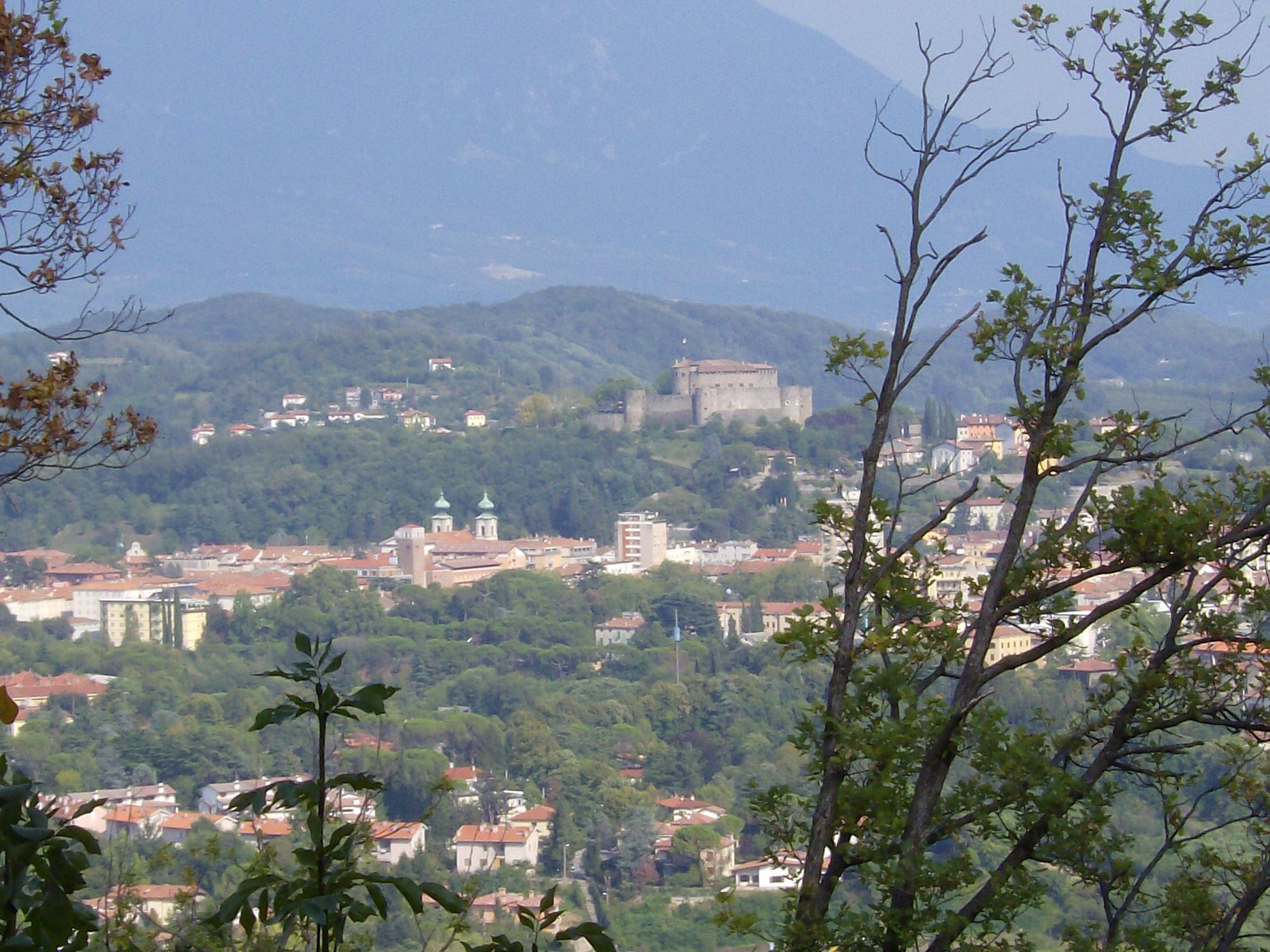
Горицьке графство

За спадкоємців Генріха I Горицьке графство поступово завойовувало своє місце в системі зовнішньополітичних зв'язків південно-східних областей Німеччини. Мейнхард II (помер 1232) вступив у союз із Андекським домом, що домінував у регіоні, а його онук Мейнхард III (1232—1258), одружившись із спадкоємицею Тірольського графства, приєднав до своїх володінь Тіроль. Найбільшого розквіту вплив Горицької династії досягнув у період правління Мейнхарда IV (1258—1295), який взяв гору над єпископами Бріксену і Тренту та об’єднав під своєю владою широкі території від Форарльбергу до Крайни та від Інсбруку до Аквілеї. 1286 року як вдячність за підтримку імператора Рудольфа I Мейнхард IV отримав Каринтійське герцогство.

## Горицько-Тірольська лінія
1271 року володіння Горицького дому були розділені між двома гілками династії: Мейнхард IV отримав Тіроль, заснувавши Горицько-Тірольську лінію, а його молодший брат Альбрехт I — Горицю й низку ленів у Крайні та Каринтії. Горицько-Тірольська лінія відігравала значну роль у політиці південно-східної Німеччини першої половини XIV року. Генріх (1270—1335), син Мейнхарда IV, став у 1306 року королем Чехії. Щоправда час його правління на чеському престолі було нетривалим: у 1310 році його було скинуто, однак до кінця життя він не полишав спроб повернути собі корону й активно боровся проти Люксембурзької династії, що різко посилила свої позиції в регіоні. Після смерті Генріха 1335 року у Горицько-Тірольській лінії не лишилось спадкоємців чоловічої статі й, відповідно до угоди 1282 року, Каринтія відійшла до австрійських Габсбургів. Тіроль, однак, лишився незалежним під владою дочки Генріха Маргарити (1318—1369). У своїй політиці вона орієнтувалась на Баварію та увійшла до історії як «найпотворніша жінка в історії» — прізвисько, що закріпилось за нею після образливих випадів про її зовнішність з боку папи римського, що пояснювались скоріше політичними мотивами. У 1363 році, після смерті сина Мейнхарда III, Маргарита поступилась тискові австрійського герцога Рудольфа IV та зреклась престолу на його користь. Це означало приєднання Тіролю до Австрії. Зі смертю Маргарити 1369 року Горицько-Тірольська лінія династії перервалась.

## Горицька лінія
Засновником Горицької лінії династії став Альбрехт I (помер 1304), молодший син графа Мейнхарда I. Син Альбрехта, Генріх II (1250—1323), граф Гориці, був видатним воєначальником, чий вплив розповсюджувався далеко за межами рідного графства. Патріарх Аквілеї призначив Генріха генерал-капітаном Фриулі, комуна Падуї обрала його своїм захисником, а місто Трієст — своїм бургомістром. Він також був представником імператора у Північно-Східній Італії. Незважаючи на ранню смерть Генріх II забезпечив посилення впливу Горицької династії в регіоні й досягнув того, що пост генерал-капітана Фриулі, а значить і фактичне управління цією областю стало спадковим у лінії графів Гориці.
Сини Генріха II розділили між собою спадкові володіння, що призвело до падіння авторитету династії, зростання боргу графів та погіршення економічного стану Гориці. У 1375 році граф Альбрехт IV був змушений поступитись австрійському герцогу Леопольду III Габсбургу своїми володіннями у Внутрішній Істрії, Словенській марці й на узбережжі Адріатики. У 1382 році під владу Габсбургів перейшов Трієст. У Фриулі посилилась феодальна аристократія крупних міст, що практично усунула владу графів Гориці.
Падіння престижу й подальша деградація графства тривали за Генріха V (1376—1454), який розпродував родинні коштовності та землі, пиячив та вів нестриманий образ життя. Його дружина Катерина Гараі навіть була змушена замкнути свого чоловіка в замку Брук у Лінці, щоб перешкодити остаточному розкраданню держави. Останній правитель Гориці граф Леонард (1440—1500) не зміг радикально виправити фінансові проблеми держави. Більше того, він зіткнувся з початком турецьких набігів, яким граф не міг протистояти. Зі смертю Леонарда у 1500 році Горицька династія перервалась. Гориця та Східний Тіроль перейшли під владу Габсбургів.